# V482 Cygni
V482 Cygni är en eruptiv variabel av RCB-typ (RCB) i stjärnbilden Svanen. 
Stjärnan har magnitud +11,8 och når i förmörkelsefasen ner till under +15,5. 